# Réville
Pour les articles homonymes, voir Réville (homonymie).
Réville est une commune française, située dans le département de la Manche en région Normandie, peuplée de 1 038 habitants.

## Géographie

### Localisation
La commune est au nord-est de la péninsule du Cotentin, dans le petit territoire du Val de Saire. Son bourg est à 6 km au nord-est de Quettehou, à 7 km au sud de Barfleur et à 14 km au sud-est de Saint-Pierre-Église. Par sa position au nord de la rade de Saint-Vaast, elle est l'une des rares communes littorales normandes à bénéficier d'une plage exposée au sud, avec la plage de Jonville.
Réville est bordée au sud-ouest par la Saire qui a son embouchure au sud.

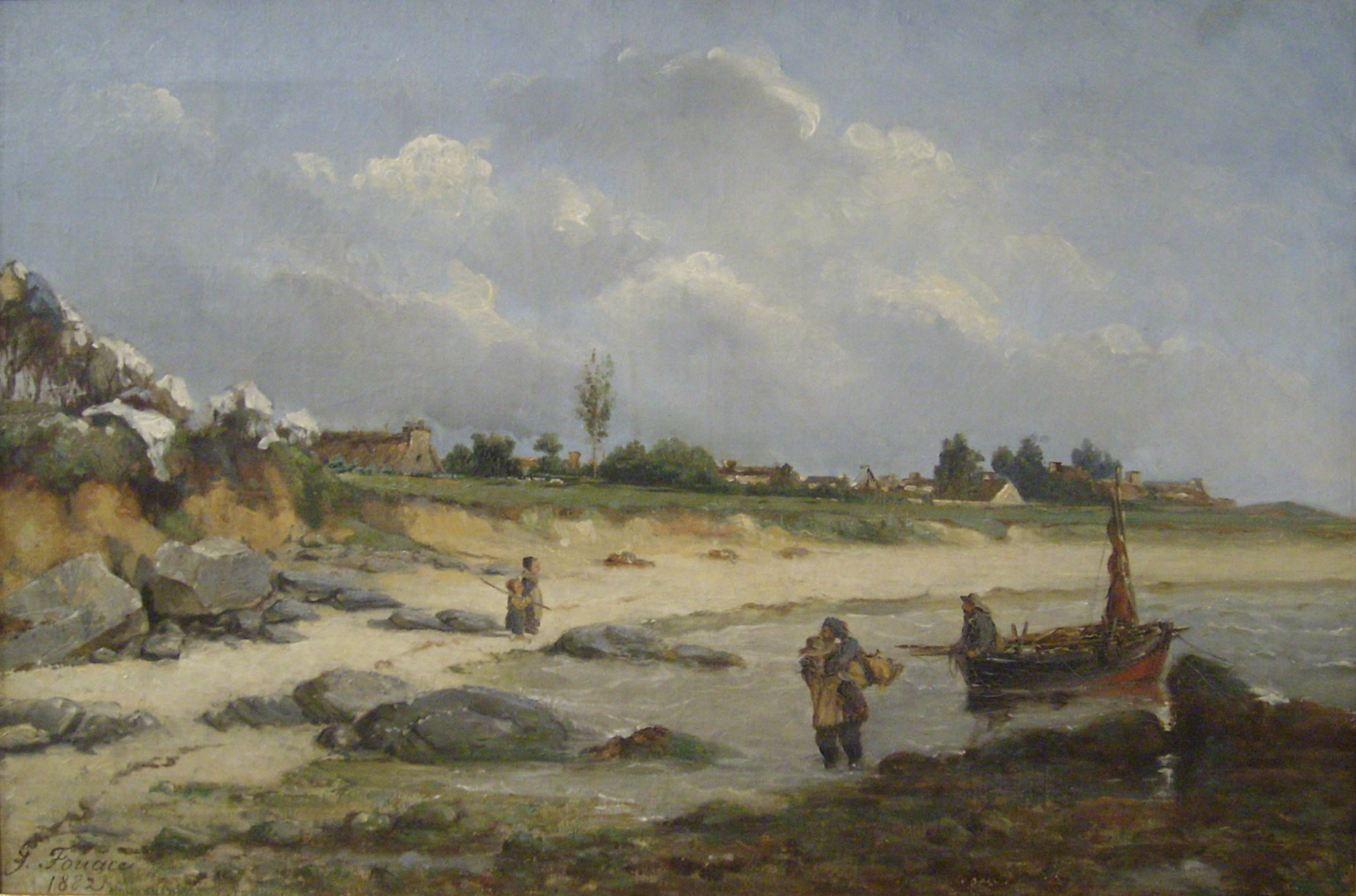
Retour de pêche - Plage de Réville, Guillaume Fouace.

Les communes limitrophes sont Montfarville, Anneville-en-Saire, La Pernelle et Saint-Vaast-la-Hougue.

### Hydrographie
La commune est située dans le bassin Seine-Normandie. Elle est drainée par la Saire, un bras de la Saire, le cours d'eau 01 du Quartot, le cours d'eau 07 de la Mare, le ruisseau de la Mare Barre et la Saire,,.
La Saire, d'une longueur de 31 km, prend sa source dans la commune du Mesnil-au-Val et se jette dans la baie de Seine à Saint-Vaast-la-Hougue, après avoir traversé douze communes.

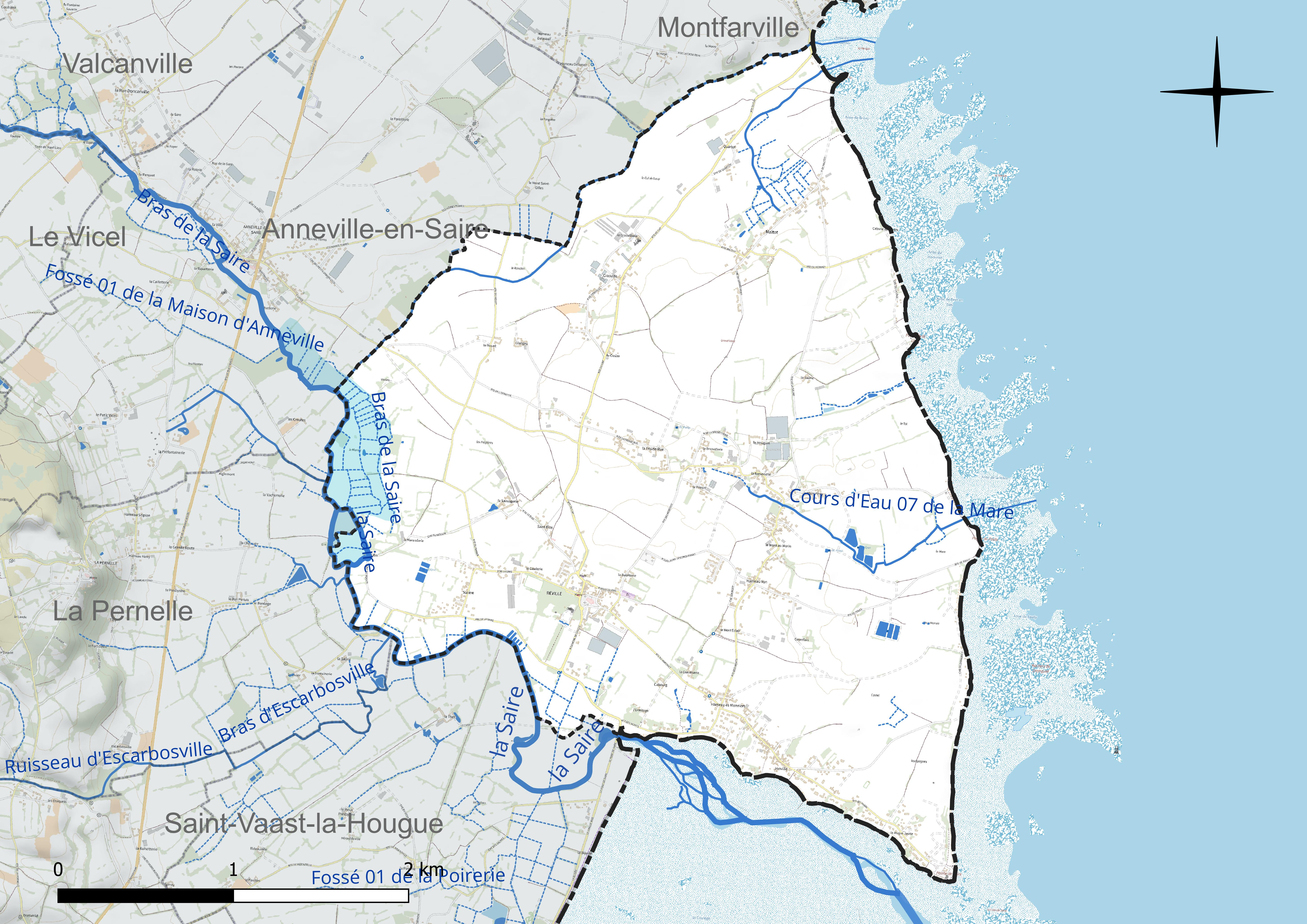
Réseau hydrographique de Réville.

### Climat
Pour des articles plus généraux, voir Climat de la Normandie et Climat de la Manche.
En 2010, le climat de la commune est de type climat océanique franc, selon une étude du CNRS s'appuyant sur une série de données couvrant la période 1971-2000. En 2020, Météo-France publie une typologie des climats de la France métropolitaine dans laquelle la commune est exposée à un climat océanique et est dans la région climatique Normandie (Cotentin, Orne), caractérisée par une pluviométrie relativement élevée (850 mm/a) et un été frais (15,5 °C) et venté. Parallèlement le GIEC normand, un groupe régional d’experts sur le climat, différencie quant à lui, dans une étude de 2020, trois grands types de climats pour la région Normandie, nuancés à une échelle plus fine par les facteurs géographiques locaux. La commune est, selon ce zonage, exposée à un « climat maritime », correspondant au Cotentin et à l'ouest du département de la Manche, frais, humide et pluvieux, où les contrastes pluviométrique et thermique sont parfois très prononcés en quelques kilomètres quand le relief est marqué.
Pour la période 1971-2000, la température annuelle moyenne est de 11,1 °C, avec une amplitude thermique annuelle de 10,8 °C. Le cumul annuel moyen de précipitations est de 795 mm, avec 12,9 jours de précipitations en janvier et 6,7 jours en juillet. Pour la période 1991-2020, la température moyenne annuelle observée sur la station météorologique la plus proche, située sur la commune de Gatteville-le-Phare à 8 km à vol d'oiseau, est de 11,6 °C et le cumul annuel moyen de précipitations est de 866,7 mm,. Pour l'avenir, les paramètres climatiques de la commune estimés pour 2050 selon différents scénarios d’émission de gaz à effet de serre sont consultables sur un site dédié publié par Météo-France en novembre 2022.

## Urbanisme

### Typologie
Au 1er janvier 2024, Réville est catégorisée commune rurale à habitat dispersé, selon la nouvelle grille communale de densité à sept niveaux définie par l'Insee en 2022.
Elle est située hors unité urbaine et hors attraction des villes,.
La commune, bordée par la Manche, est également une commune littorale au sens de la loi du 3 janvier 1986, dite loi littoral. Des dispositions spécifiques d’urbanisme s’y appliquent dès lors afin de préserver les espaces naturels, les sites, les paysages et l’équilibre écologique du littoral, comme le principe d'inconstructibilité, en dehors des espaces urbanisés, sur la bande littorale des 100 mètres, ou plus si le plan local d'urbanisme le prévoit.

### Occupation des sols
L'occupation des sols de la commune, telle qu'elle ressort de la base de données européenne d’occupation biophysique des sols Corine Land Cover (CLC), est marquée par l'importance des territoires agricoles (83,9 % en 2018), en diminution par rapport à 1990 (86,6 %).
La répartition détaillée en 2018 est la suivante : terres arables (66,7 %), zones urbanisées (13,5 %), prairies (11 %), zones agricoles hétérogènes (6,1 %), espaces ouverts, sans ou avec peu de végétation (2,4 %), zones humides côtières (0,2 %).

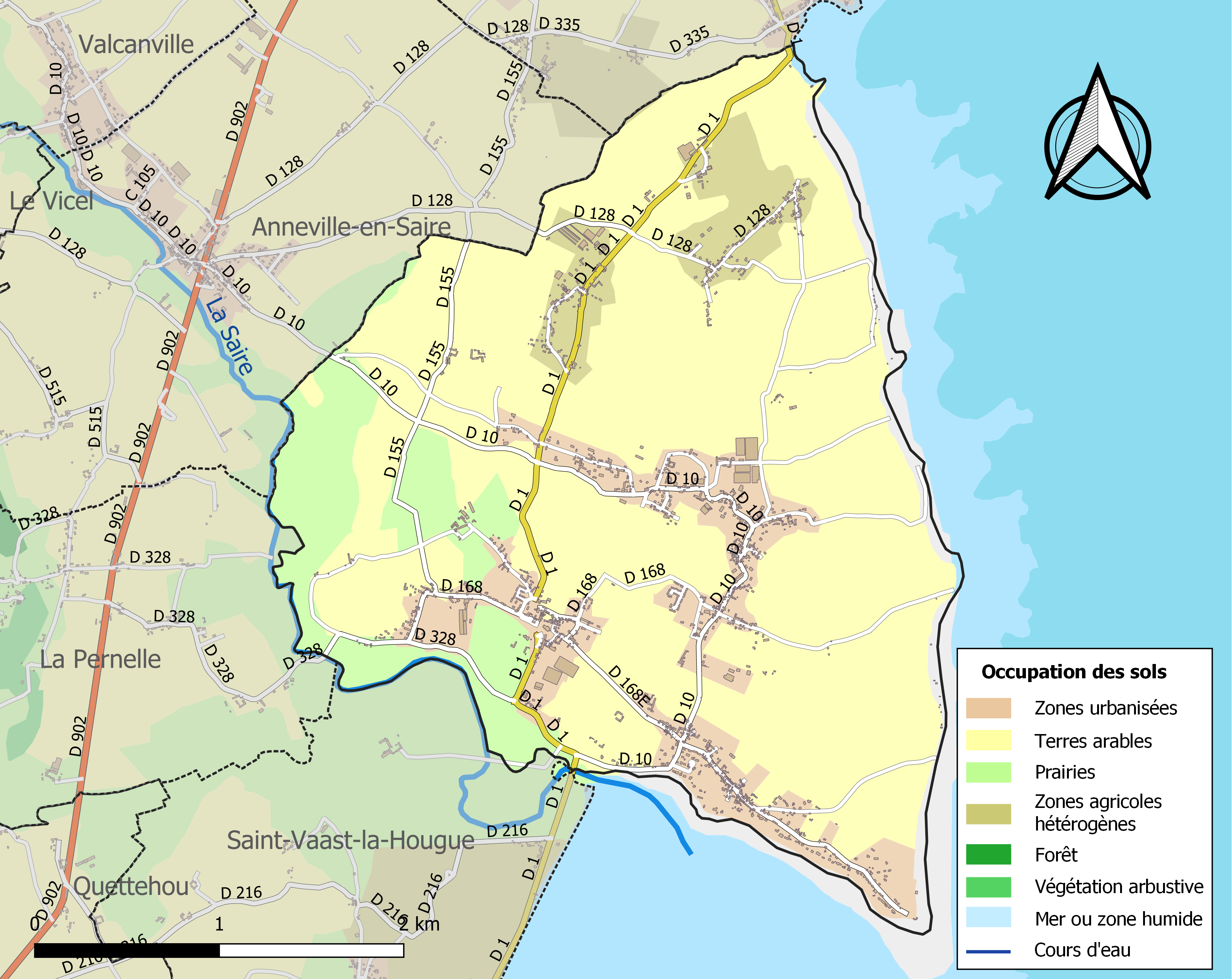
Carte des infrastructures et de l'occupation des sols de la commune en 2018 (CLC).

L'évolution de l’occupation des sols de la commune et de ses infrastructures peut être observée sur les différentes représentations cartographiques du territoire : la carte de Cassini (XVIIIe siècle), la carte d'état-major (1820-1866) et les cartes ou photos aériennes de l'IGN pour la période actuelle (1950 à aujourd'hui).

### Risques naturels et technologiques
La commune est menacée de submersion en raison du réchauffement climatique.

## Toponymie
Le nom de la localité est attesté sous les formes Regisvilla en 1226 (A.M. H3330, Cherbourg), Regisvilla vers 1280 (pouillé), Reyville en 1318 (A.M. H4839, Lessay) et Reivilla (note Delisle) en 1327,.
Il s'agit d'une formation toponymique médiévale en -ville au sens ancien de « domaine rural » ou « village ». Le premier élément Ré- semble représenter l'ancien français et normand rei « roi », si l'on admet comme justes les transpositions latines du XIIIe siècle, d'où le sens global de « ville (domaine rural, village) du roi ». Il se peut plutôt que Ré- représente l'anthroponyme « le Roi » en dérivant,, cf. nom de famille Leroy.
Par ailleurs, l'ancien français et dialectal rei est attesté dans la seconde moitié du Xe siècle (Saint Léger, éd. J. Linskill, 14). Il est issu du latin regem, accusatif de rex, regis « souverain » et « chef, maître ». Faute de formes assez anciennes, il est possible que la forme primitive soit un type gallo-roman *REGEVILLA > Reyville, Reiville.

### Micro-toponymes
Quartot, anciennement Cartot est mentionné sous la forme Carethoth au XIIe siècle.
La Croix au Sarnais, lieu-dit de réville, dont le nom fait référence à un district Sarnes « Pointe de Saire » soit le nom scandinave du Val de Saire que l'on trouve dans le douaire de la duchesse Judith.

## Histoire

### Moyen Âge
D'après le Roman de Rou de Wace, poète normand du XIIe siècle, Hasting, avec Bjorn, deux chefs normands, débarquèrent, à la fin du IXe siècle, dans l'entrée de la Saire à Réville (Revonminic), et dévastèrent la région, brûlant Abillant et le château de Garillant, sur le mont Haguez.
Selon Guillaume de Jumièges, c'est vers Réville, au nord de Saint-Vaast-la-Hougue, que vers l'an mil, débarque à l'embouchure de la Saire, une armée envoyée par le roi d'Angleterre, Æthelred le Malavisé, afin de dévaster le Cotentin de Richard II de Normandie qu'il accuse d'entretenir avec les scandinaves des relations amicales qui submerge alors l'Angleterre. Ils seront repoussé par le vicomte du Cotentin, Néel lors d'un affrontement nommée bataille du Val de Saire.
Dès le XIe siècle l'abbaye de Troarn avait été investie du patronage de Réville. Un peu plus tard, les habitants de la paroisse relèvent de plusieurs seigneurs. Réville est divisé entre les abbayes de Troarn, celles de Fontaine-Daniel, la seigneurie de La Haye-Réville et le fief À l'Arbalestrier, plus des extensions des seigneuries voisines.
Un monastère desservi par des bénédictins se dressait au lieu-dit le Prieuré. L'abbaye de Fontaine-Daniel fit du manoir seigneurial de Réville, que Juhel III de Mayenne lui avait donné en 1207, un prieuré, occupé à l'origine par deux ou trois moines. Un seul y resta ensuite, et il en fut ainsi jusqu'au partage de 1608, qui forma des biens de l'abbaye deux menses et mit Réville dans celle de l'abbé commendataire de Fontaine-Daniel.
Lors de la chevauchée d'Édouard III sur le sol français, dans le cadre de la guerre de Cent Ans, les troupes anglaises, débarqués la veille à Saint-Vaast-la-Hougue, dévastent le 13 juillet 1346 la paroisse.

### Temps modernes
En 1567, Jacques des Îlles, écuyer, sieur de Réville, est taxé pour ce fief de 4 livres dans le rôle des nobles et roturiers, au titre du ban et de l'arrière ban de la vicomté de Coutances, réalisé par Gilles Dancel, seigneur d'Audouville, lieutenant général du bailli de Cotentin, tenu à Coutances les 20-22 octobre. Le fief de Réville qui valait un quart de fief de haubert, relevait de la baronnie de Bricquebec.
À la fin du XVIe siècle, le seigneur du lieu est Christophe des Îlles. Avec Michel de Montreuil (1538-1621), gouverneur de Cherbourg, baron de Tollevast, seigneur de Vaugeois et Jean de Sainte-Marie-d'Aigneaux (1550-1618), seigneur d'Agneaux, gouverneur de Granville et des îles Chausey, chevalier de Saint-Michel, gentilhomme de la chambre des rois Henri IV et Louis XIII, fidèles à Henri IV, assiégèrent François de La Cour, dit du Tourps, chef des Ligueurs du Val de Saire qui réussira à s'échapper et incendiera le château de Réville. En 1772, la paroisse a pour seigneur et patron le marquis Hervé Fouquet (1696-1778), chevalier, également seigneur et patron de Tourlaville, Crosville, Biniville, Saint-Nazaire et autres lieux.
Dès 1689, sous Louis XIV, on aménagea à la pointe de Saire, une petite redoute, qui fut équipée d'un phare dèsb 1834.

### Baronnie de Réville
La baronnie de Réville appartenait à l'abbaye de Fontaine-Daniel qui possédait le premier fief noble de cette commune, ainsi qu'on le voit dans un aveu rendu au roi le 1er septembre 1517. Cet aveu renferme un passage ainsi conçu : Sous la souveraineté du roi notre sire, en son duché de Normandie, nous humbles religieux et couvent de l'abbaye et monastère de N. D. de Fontaine-Daniel de l'ordre de Citeaux, confessons et avouons tenir un fief ou membre de fief Haubert, franchement et noblement à gage pleige, cour et usage, situé et assis en la vicomté de Valognes, dont le chef est assis en la paroisse de Réville et s'étend aussi dans celles d'Anneville-en-Saire, Gatteville, Tocqueville et environs et eu icelui fief avons hommes, hommages, etc., et avons manoir, maison, chapelle en icelui, et domaine y attenant, contenant dix à douze vergées de terre, tant en jardin, pré, que terre secque, au dit lieu de Réville, lequel manoir est fort caduc, à l'occasion des anciennes guerres ; et à cause de notre fief, avons droit de gravage, etc.

### La légende du moine de Saire
La légende raconte que ce moine défroqué, ivrogne et grossier, qui aurait vécu au XVe siècle et pourrait être le frère cadet du seigneur de Réville Jehan de Giron époux de Bonne de Quétil, aurait dit « Que Satan m'emporte si je ne dis vrai ». Depuis le parjure rôde dans les alentours prenant diverses apparences humaines ou animales. On ne l'a toutefois pas vu rôder dans les parages depuis bien longtemps. « Que Satan m´emporte si je ne dis pas vrai » implique une précision. Le seigneur de Réville avait un frère cadet qui était moine. Ce moine venait au château de son frère assez souvent. Un jour où il s´y trouvait seul, un soir d'hiver 1470, un fermier vint régler ses fermages. Ce moine ne résista pas à la tentation et quitta rapidement les lieux après avoir mis le pécule dans sa poche. Naturellement, l´affaire n´était pas terminée. Le seigneur réclama son dû, mais le fermier indiqua qu'il avait versé ses arrhes au moine alors que le seigneur était absent. Le moine et le fermier furent confrontés devant le seigneur. « Ce fermier qui m´accuse est un menteur » dit le moine, « je n´ai jamais encaissé son argent, que le Diable m´emporte et que le Pont de Saire me serve de cellule ». Ce que fit le Diable sans attendre. Une autre version indique que le moine arrivé au Pont de Saire rencontra un personnage qui lui proposa un jeu que le moine accepta séance tenante et y perdit tout l´argent qu´il venait de voler. Il perdit également son chapelet, sa robe, enfin tout ce qu'il avait sur le dos, de même que son âme, car le joueur n´était autre que Satan lui-même qui condamna notre moine à errer autour du Pont de Saire jusqu´au jugement dernier,.
Selon une autre biographie, moins connue, il est dit que Hamon de Réville, dont le père était le seigneur du lieu, entra sous la contrainte dans les ordres, alors qu'il était amoureux d'une jeune pêcheuse de coques. S'enfuyant du couvent de Montebourg, Hamon enleva sa belle, dans une barque, par une nuit de tempête. Luttant contre une mer déchaînée, Hamon maudissait Dieu et se recommandait à Satan, tout en mêlant à ses imprécations le vieil appel des marins en détresse : Sauve la vie ! Sauve la vie !. À hauteur du banc de sable, qui existe toujours entre Jonville et Saint-Vaast, la plate se retourna et la mer engloutit les jeunes gens. Depuis lorsque la mer se déchaîne et qu'elle blanchit le banc de sable, les jours de grand vent, il paraît que l'on entend ce cri : Sauve la vie ! Sauve la vie !. À cet appel les pêcheurs qui prennent la mer voient soudain sortir de l'eau un moine dont la robe est un linceul. Pour eux il est trop tard, environnés d'éléments hostiles, ils périssent noyés sous les yeux du fantôme.

## Politique et administration

### Élections municipales et communautaires

#### Liste des maires
| Période                                  | Période        | Identité                       | Étiquette | Qualité                 |
| ---------------------------------------- | -------------- | ------------------------------ | --------- | ----------------------- |
| 1830                                     | 1843           | Clément-Charles-Martin Roussel |           |                         |
| 1852                                     | 1878           | Jacques Lescroël               |           |                         |
| 24 mars 1989                             | septembre 2004 | René Houivet                   |           |                         |
| septembre 2004                           | mars 2014      | Gérard Legoupil                | SE        |                         |
| mars 2014                                | En cours       | Yves Asseline                  | SE        | Cadre du privé retraité |
| Les données manquantes sont à compléter. |                |                                |           |                         |

Le conseil municipal est composé de quinze membres dont le maire et quatre adjoints.

### Jumelages
- Hambledon (Royaume-Uni) depuis 1991.

## Population et société
Les habitants de la commune sont appelés les Révillais.

### Démographie
L'évolution du nombre d'habitants est connue à travers les recensements de la population effectués dans la commune depuis 1793. Pour les communes de moins de 10 000 habitants, une enquête de recensement portant sur toute la population est réalisée tous les cinq ans, les populations de référence des années intermédiaires étant quant à elles estimées par interpolation ou extrapolation. Pour la commune, le premier recensement exhaustif entrant dans le cadre du nouveau dispositif a été réalisé en 2006.
En 2022, la commune comptait 1 038 habitants, en évolution de −1,24 % par rapport à 2016 (Manche : −0,31 %, France hors Mayotte : +2,11 %).
Réville a compté jusqu'à 2 150 habitants en 1831.
| 1793  | 1800  | 1806  | 1821  | 1831  | 1836  | 1841  | 1846  | 1851  |
| ----- | ----- | ----- | ----- | ----- | ----- | ----- | ----- | ----- |
| 1 505 | 1 514 | 1 952 | 2 018 | 2 150 | 1 929 | 1 900 | 1 898 | 1 902 |

| 1856  | 1861  | 1866  | 1872  | 1876  | 1881  | 1886  | 1891  | 1896  |
| ----- | ----- | ----- | ----- | ----- | ----- | ----- | ----- | ----- |
| 1 821 | 1 780 | 1 775 | 1 740 | 1 693 | 1 606 | 1 530 | 1 512 | 1 449 |

| 1901  | 1906  | 1911  | 1921  | 1926  | 1931  | 1936  | 1946  | 1954  |
| ----- | ----- | ----- | ----- | ----- | ----- | ----- | ----- | ----- |
| 1 377 | 1 370 | 1 327 | 1 296 | 1 316 | 1 262 | 1 260 | 1 248 | 1 304 |

| 1962  | 1968  | 1975  | 1982  | 1990  | 1999  | 2006  | 2011  | 2016  |
| ----- | ----- | ----- | ----- | ----- | ----- | ----- | ----- | ----- |
| 1 383 | 1 308 | 1 233 | 1 246 | 1 205 | 1 168 | 1 198 | 1 172 | 1 051 |

| 2021  | 2022  | - | - | - | - | - | - | - |
| ----- | ----- | - | - | - | - | - | - | - |
| 1 026 | 1 038 | - | - | - | - | - | - | - |

## Économie et tourisme
Réville est dénommée « commune touristique » depuis décembre 2009.

## Culture et patrimoine

### Lieux et monuments

#### Patrimoine civil
- Manoir de la Crasvillerie des XVe – XVIe siècles.
- Ferme-manoir du Houguet du XVIe siècle[53].
- Château de Réville des XVe, XVIIe – XVIIIe siècles d'origine médiévale, inscrit au titre des monuments historiques par arrêté du 5 septembre 1997[54].
- Le Manoir du XVIe siècle. Situé à proximité du manoir de la Crasvillerie, il est protégé par un mur d'enceinte avec trous de fusils dirigés vers les différents accès. Avec son plan traditionnel en équerre autour d'une tour d'escalier et ses ouvertures de toutes dimensions selon leurs destinations, il mélange des éléments défensifs caractéristiques et des détails fonctionnels avec notamment à l'intérieur une multiplicité de niches et renfoncements[55].
- Le manoir de Cabourg (anciennement du Buisson) des XVIe – XVIIe siècles, qui a conservé ses fenêtres à meneaux et ses cheminées octogonales[56]. Le logis, bâti en granit du Val de Saire, et les communs délimitent une cour intérieure carrée à laquelle on accède par une entrée double. Le domaine était dénommé manoir du Buisson avant son acquisition par les Cabourg. Sa construction se serait déroulée en trois phases successives du XIVe au XVIIe siècle, tout en conservant ses dispositions médiévales[57].

En 1567, Jehan Binet, écuyer, sieur du Buisson, est taxé pour ce fief de 4 livres dans le rôle des nobles et roturiers, au titre du ban et de l'arrière ban de la vicomté de Coutances, réalisé par Gilles Dancel, seigneur d'Audouville, lieutenant général du bailli de Cotentin, tenu à Coutances les 20-22 octobre. Le fief du Buisson à Réville qui valait un sixième de fief de haubert, relevait de la baronnie de Bricquebec.
- La maison de l'Hermitage, bâtie au début du XIXe siècle et qui a été la possession d'Adélaïde de Lesseps (1803-1870), sœur du constructeur du canal de Suez[56].
- Ancienne redoute du XVIIe siècle, à la Pointe de Jonville, inscrite avec les fossés hormis le bâtiment du gardien à l'intérieur, au titre des monuments historiques par arrêté du 6 juillet 1992[59].
- Demeures de la Bulotterie et de la Caudrerie.
- Pont de Saire. Il sépare Saint-Vaast-la-Hougue de Réville, et ne fut longtemps qu'un gué avant que Vauban ne propose de construire un pont de pierre pour remplacer le pont de bois édifié à la fin du XVIIe siècle, afin de faciliter le passage de la Saire dont les fonds changent régulièrement, « faisait souvent noyer des gens, spécialement de ceux qui, ayant un peu trop bu du cidre, s'imagineraient y voir des esprits qui, en leur enseignant le chemin, les faisaient perdre »[43].

Pour mémoire
- Motte. Charles de Gerville signale une motte sur la paroisse de Réville, sans préciser l'emplacement (Gerville C., 1831-33, t. 6, 398 à 402)[60].

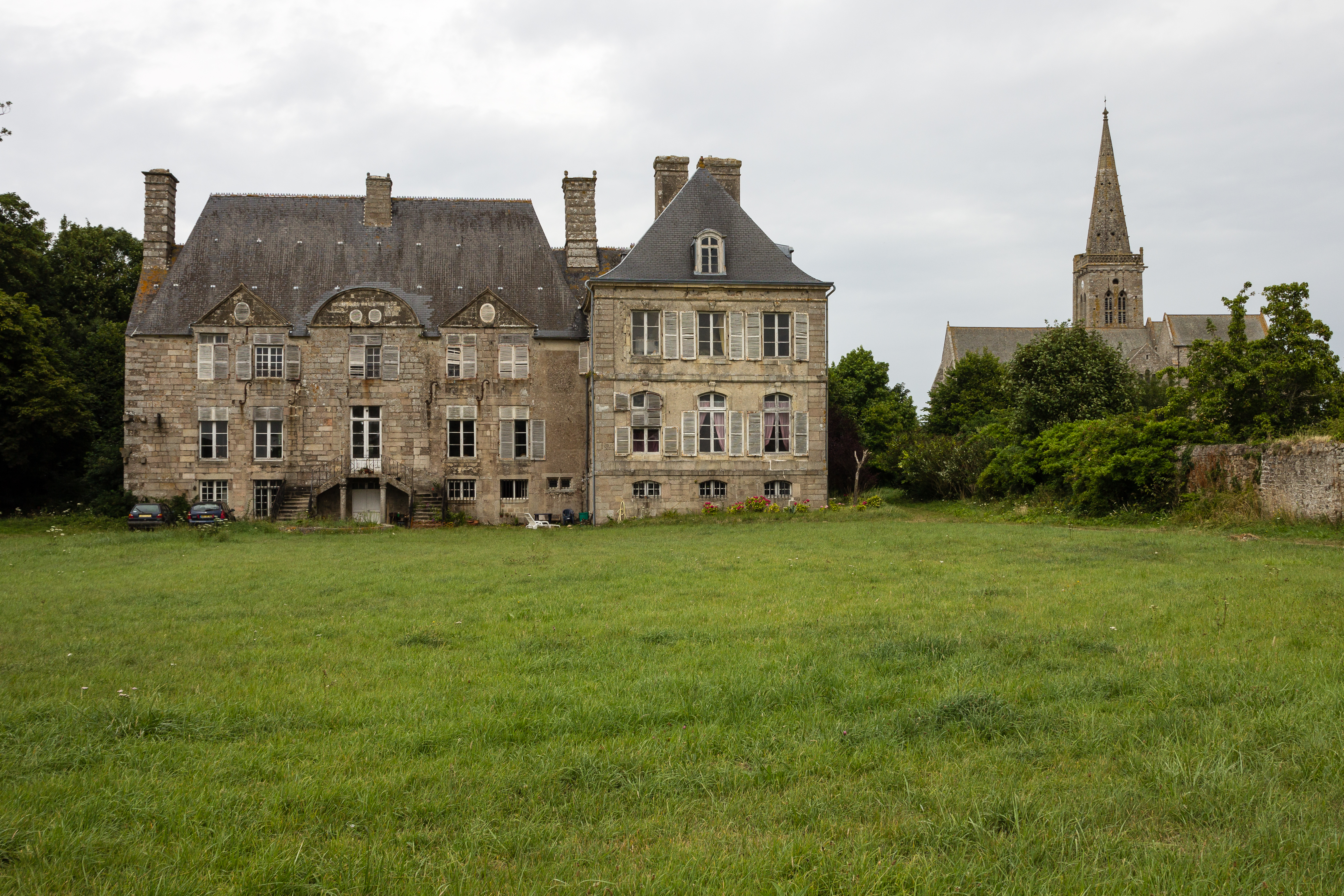
Le château de Réville.
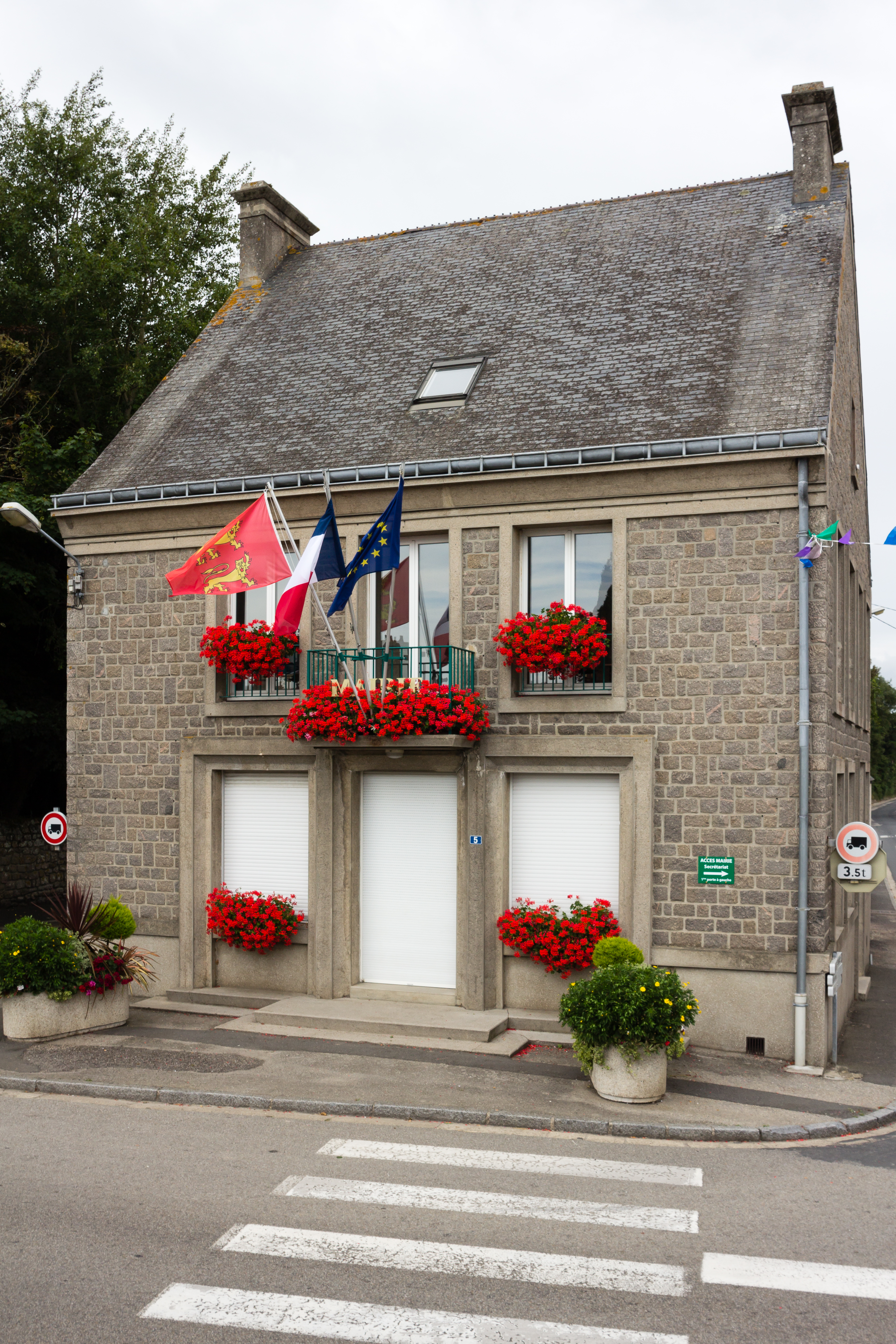
La mairie.

#### Patrimoine religieux
- Église Saint-Martin des Xe, XIIe – XVIIIe siècles, classée au titre des monuments historiques, à l'exception des parties modernes (collatéral au nord du chœur, sacristie et chapelle du Sacré-Cœur), par arrêté du 29 janvier 1923[61]. Nef romane et partie du XVe siècle dont les fenêtres des collatéraux ; modillons romans. On accède à l'édifice, placé sur une motte, par de très anciens escaliers et un sentier contourne le monument[33]. L'église abrite de nombreuses œuvres classées au titre objet dont un tableau l'Assomption de Guillaume Fouace du XIXe, un groupe sculpté saint Martin du XVe et une statue de saint Adrien du XVIe[62], ainsi qu'un ex-voto l'Étoile de Mer du XIXe et un tableau la Mise au tombeau[63].
- Ancien presbytère du XVIIIe siècle.
- Chapelle Saint-Éloi du XIIe siècle, avec de beaux restes romans, inscrite au titre des monuments historiques par arrêté du 23 octobre 1997[64]. Sur ses murs, on peut voir des graffitis marins[65]. Son enclos servait de cimetière[66].
- Oratoires de Maltot du XIXe siècle, de Jonville du XIXe siècle.

Pour mémoire
- Chapelle de la Ferme de Maltot, aujourd'hui disparue, et dont les murs était ornés de graffitis marins[65].
- Chapelle de Jonville[67].

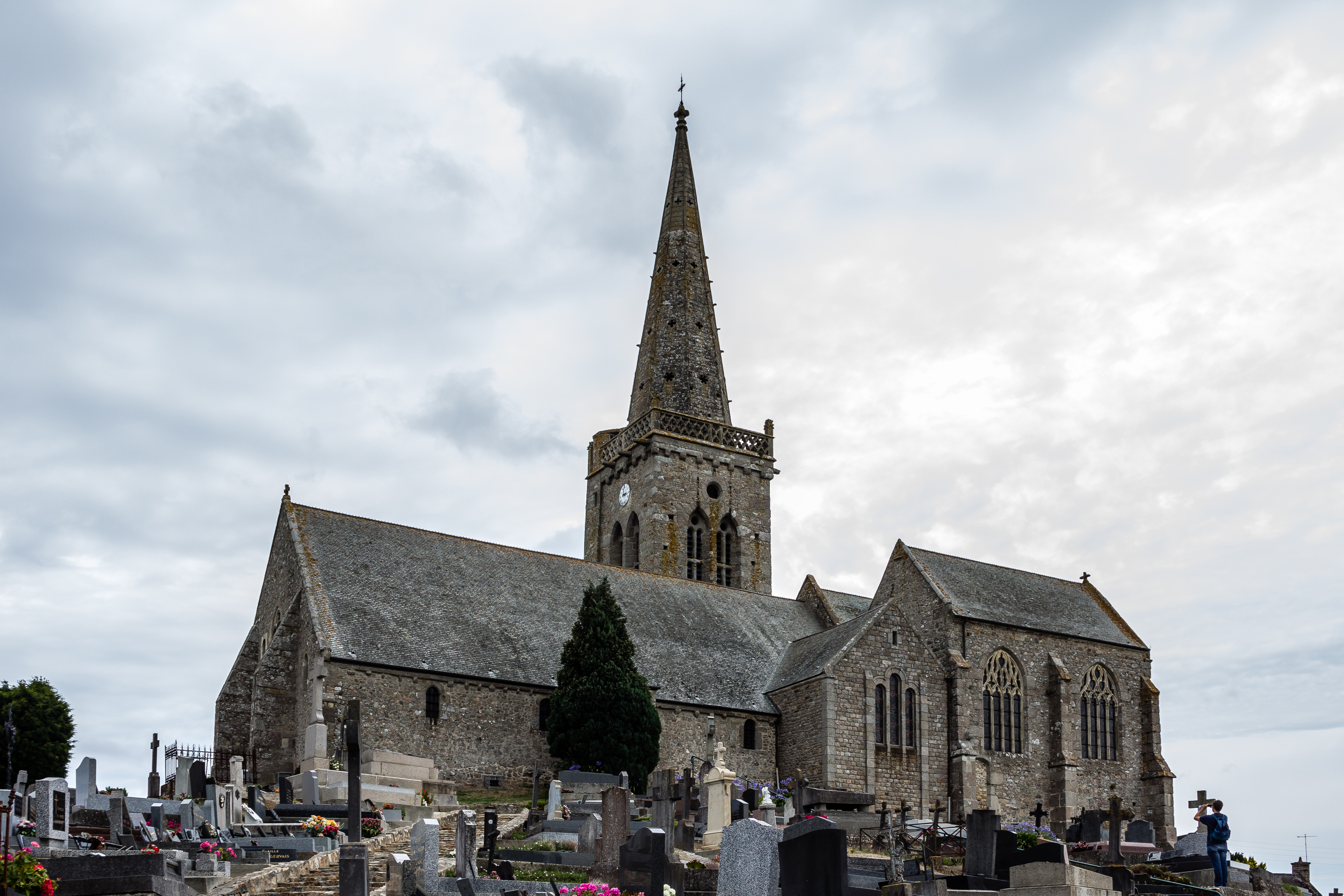
L'église Saint-Martin.
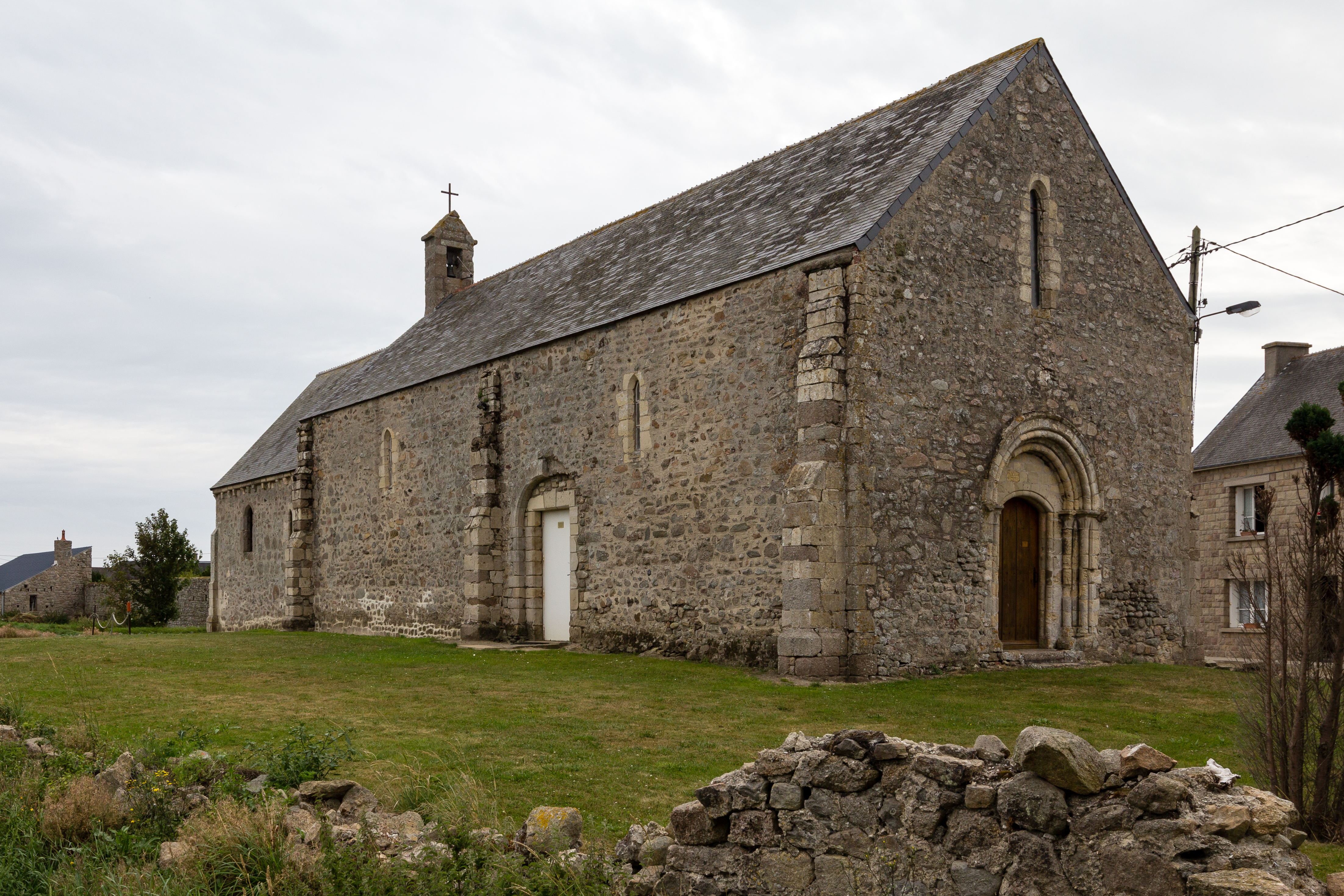
La chapelle Saint-Éloi.

#### Site archéologique
- Cimetière barbare de la pointe de la Loge, où l'on a découvert de nombreuses armes (épées, haches), des bijoux[68], des pièces de monnaie, des boucles et quelque poteries[69] dont une poterie attribuée aux Vikings (exposée au musée de Normandie de Caen). Dans les tombes (plus de 150 sépultures) très enchevêtrées, ont été recensés de nombreux squelettes humains datant des VIe et VIIe siècles. Les fouilles entreprises en 1959 par l'archéologue Frédéric Scuvée[70] et qui ont duré sept ans, ont mis au jour deux cimetières superposés, avec des traces d'incinérations puis des inhumations[71],[72].

### Patrimoine culturel
- Le film L'Avenir d'Émilie (1985) a été tourné en partie à Réville[73].
- Le film Le Diable rose, sorti en 1988, a été tourné en partie à Jonville[73].

### Personnalités liées à la commune
- François Le Clerc, dit « Jambe de bois » (mort en 1563), corsaire dont le manoir de la Crasvillerie fut la demeure.
- Guillaume Fouace (1837-1895), peintre, né dans la commune au village de Jonville.
- René Travert (1919-2016), homme politique né à Réville, maire de Réville, sénateur de la Manche de 1968 à 1992.
- Lucien Lepoittevin (1932-2010), professeur d'histoire de l'architecture, dessinateur et peintre, né dans la commune.

### Héraldique
| Blason à dessiner | Blason  | De gueules à la croix alésée dargent pommetée de trois pièces d'or rangées à chaque extrémité. |
| Blason à dessiner | Détails | Le statut officiel du blason reste à déterminer.                                               |